# 말라가 지하철
말라가 지하철(스페인어: Metro de Málaga 메트로 데 말라가[*])은 스페인 안달루시아 지방 말라가를 달리는 경전철 체계이다. 원래 2013년 10월 31일 개통될 예정이었으나, 2014년 7월 30일에 2개 노선으로 개통되었다.